# Logau (Adelsgeschlecht)

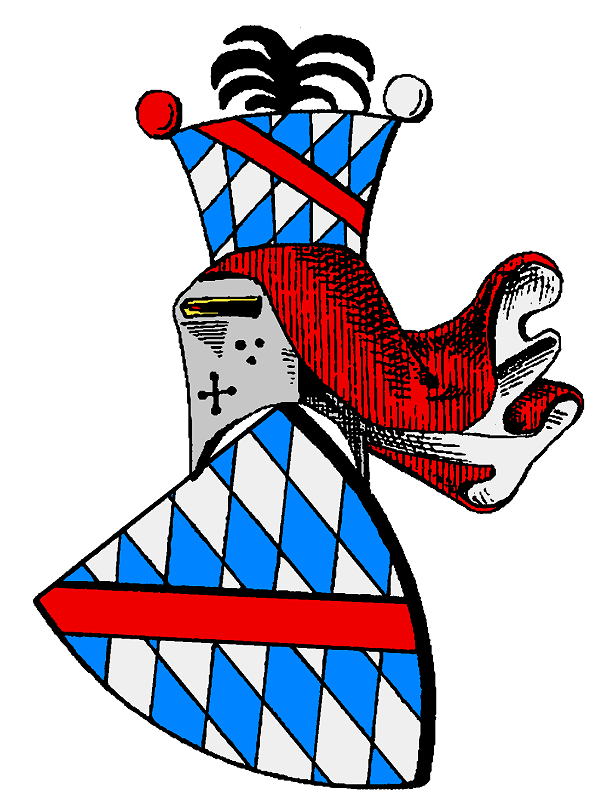
Stammwappen der Familie Logau. Es findet sich aber häufig auch die Version mit dem Schrägbalken von heraldisch rechts unten nach links oben.

Logau (auch Logaw, Logus oder Logowsky) ist der Name eines alten schlesischen Adelsgeschlechts.

## Herkunft
Von welchem Ort (Lagow, Lahov, Logow) die Familie tatsächlich ihren Namen abgeleitet hat, ist nicht bekannt. Sie erscheint mit Ortsbezug in Schlesien erstmals um 1305 in der Zehntliste des Bistums Breslau im Bistumsland: Hinricus miles de Lagow gehörten 9 Hufen in dem Ort Sedelcze. Der früheste Nachweis stammt vom 10. August 1287: Der Breslauer Bischof Thomas II. erklärte Henricus dictus de Lagow als Diener des Herzogs Heinrich IV. zusammen mit weiteren Personen dem Kirchenbann verfallen, weil diese zuvor im Auftrag des Herzogs Kirchenbesitz in Ottmachau zerstört hatten.

## Geschichte
Neben dem erwähnten Heinrich lassen sich für das 14. Jahrhundert bereits viele weitere Mitglieder der Familie als Grundbesitzer oder Urkundenzeugen nachweisen. Der Siedlungsschwerpunkt lag dabei im Fürstentum Neisse und im Herzogtum Schweidnitz-Jauer. Dort erscheint als erster Amtsinhaber um 1370 Hanko von Logau als Burggraf auf der Bolkoburg. Im 15. Jahrhundert hatten sie auch Grundbesitz im Kreis Neustadt, ein Nickel von Logau war um 1425 Hauptmann von Groß Wartenberg und mehrere Ritter von Logau dienten als Söldner dem Deutschen Orden im Kampf gegen den polnischen König.

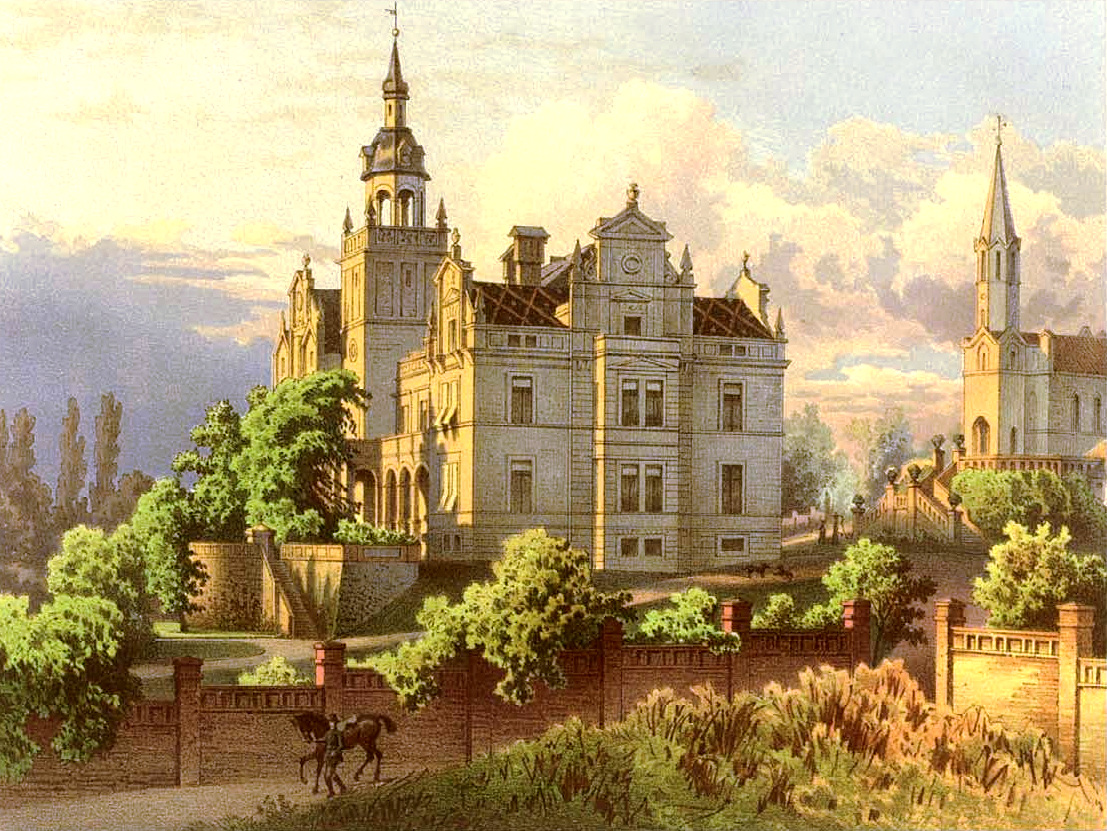
Schloss Bechau um 1860, Sammlung Alexander Duncker

Ihre größte Bedeutung erlangte die Familie im 16. Jahrhundert mit Mathäus von Logau (auch Mattes der Ältere) und seinen Söhnen. Er war bischöflicher Notar und Kanzler, später Landeshauptmann des Fürstentums Schweidnitz-Jauer, besaß seit 1557 pfandweise die Herrschaft Falkenberg, das Burglehen Jauer sowie seit 1545 die Kynsburg, die er umfangreich erneuerte (in der Ringmauer der Niederburg befand sich eine Steinplatte mit seinem Wappen und der Jahreszahl 1551). Sein ältester Sohn Kaspar wurde Bischof von Breslau, verfügte damit über genug eigenes Einkommen und verzichtete auf seine Erbansprüche. So kam die Herrschaft Falkenberg bis 1568 an seinen Bruder Heinrich. Er wurde 1578–1581 als Landeshauptmann des Fürstentums Neisse erwähnt und war verheiratet mit Maria von Oppersdorf. Georg hatte vom Vater die Kynsburg geerbt, wurde 1567 als Neisser Landeshauptmann erwähnt, besaß 1573–1581 die Minderherrschaft Friedek im Herzogtum Teschen und verstarb am 3. April 1595. Gotthard erhielt aus dem Erbe das Gut Bechau im Fürstentum Neisse mit allem Zubehör, erwarb 1577 im Herzogtum Teschen die Güter Skotschau und Schwarzwasser und verstarb am 3. November 1589. Mathias (auch Mattes der Jüngere) bekam vom Vater das Burglehen Jauer, erwarb 1570 die Bolkoburg als Pfandbesitz (1591 erblich), ließ sie umfassend renovieren und kaufte das Gut Tschechen im Fürstentum Schweidnitz. Er war wie sein Vater Landeshauptmann des Fürstentums Schweidnitz-Jauer. Am Höhepunkt ihrer Macht versuchten die Gebrüder Logau unter der Führung von Mathias, vom hochverschuldeten Herzog Carl Christoph das Herzogtum Münsterberg zu erwerben. Ein Kaufvertrag kam dann jedoch nur über das Weichbild Frankenstein (Stadt, Schloss und Weichbild Frankenstein) zustande. Die Frankensteiner Stände wollten sich aber nur einem fürstlichen Haus unterordnen, weshalb der Erwerb letztlich verhindert wurde und die Familie Logau bloß eine Entschädigung erhielt. Aufgrund weiterer missglückter Finanzgeschäfte hinterließen die Brüder ihren Nachkommen einen großen Schuldenberg (alleine Mathias und Georg über 250.000 Taler), womit alle Güter und Burgen in die Hände der Gläubiger fielen.
Aus der Olbersdorfer Linie trat Heinrich von Logau als Glatzer Landeshauptmann und Malteser Ordensritter entschieden der zum damaligen Zeitpunkt dort noch vorherrschenden evangelische Kirche entgegen, wofür er zusammen mit seinem Bruder David 1605 die böhmische Freiherrenwürde (beide waren 1596 zu böhmischen Landesbewohnern ernannt worden) erhielt. David war zunächst Kammerpräsident und Richter in Neisse, erwarb in der Grafschaft Glatz umfangreichen Landbesitz (Schlegel, Ebersdorf und Mügwitz), unterstützte dann aber den neu gewählten König von Böhmen Friedrich V., weswegen ihm bzw. seinen Erben als Strafe der Grafschafter Gutsbesitz beschlagnahmt wurde.
Ein bedeutender Grundbesitz lag Schlaupitz bei Reichenbach. Er gehörte der Familie vom 14. bis zum Anfang des 17. Jahrhunderts. Das dortige Schloss wurde 1563 von Friedrich von Logau umgebaut. Hierzu gehörte auch Mellendorf, das früher Altendorf hieß und einer Linie der Logaus ihren Namen gab. Der Humanist Georg von Logau stammte aus Schlaupitz. Das Gut Brockuth (eigentlich Dürr-Brockuth) bei Nimptsch befand sich von etwa um 1500 bis 1686 in ihrem Besitz. Von dort stammte der Epigrammatiker Friedrich von Logau. Dessen Sohn Balthasar Friedrich von Logau wurde 1687 in den Freiherrenstand erhoben. Er hatte in Tübingen studiert, die Herrschaft Samitz im Fürstentum Liegnitz erworben und diente Herzog Heinrich von Nassau-Dillenburg als Rat, der mit einer Tochter des Herzogs Georg III. von Brieg-Liegnitz verheiratet war. Auch Balthasar hinterließ viele Schulden, weshalb 1704 seine bedeutende Büchersammlung von mehr als 6500 Bänden an Herzog Wilhelm Ernst von Sachsen-Weimar verkauft wurde und einen wesentlichen Grundstock der späteren Herzogin Anna Amalia Bibliothek darstellte. Der große Bibliotheksbrand von 2004 zerstörte den größten Teil dieser „Logaviana“. Sein Sohn Heinrich Friedrich konnte Gut Bohrau im Fürstentum Oels und von seinem Schwiegervater Reuthau im späteren Landkreis Sprottau erwerben. Er wurde 1733 in den Grafenstand erhoben.
Mit dem Major Ferdinand von Logau, verheiratet mit Sophie Freiin von Welczeck, endete 1864 die untitulierten Linie in Schlesien mit Grundbesitz (noch 1840 auf Gut Broslawitz im Landkreis Tarnotwitz). Beide freiherrlichen Linien waren früh erloschen. Der letzte Graf war August Leopold († 7. Januar 1877) und als die Letzte der Familie von Logau in Schlesien überhaupt verstarb dessen Tochter Helene Ottilie Melanie Gräfin von Logau und Altendorf auf Schloss Reuthau, Landkreis Sprottau, am 27. Juni 1897.
In der ersten Hälfte des 18. Jahrhunderts trat Carl Moritz von Logau (1700–1775) in sächsische Kriegsdienste und begründete damit den sächsischen Familienzweig. Dieser erlosch im Mannesstamm in den 1920er und dann auch in der weiblichen Linie in den 1960er Jahren.

## Standeserhebungen
Am 15. März 1605 wurden die Gebrüder Heinrich und David sowie deren Vetter Christoph von Logau in den böhmischen Freiherrenstand erhoben. Diese Linie führte den Zusatz und Olbersdorf. Gleiches geschah am 31. Dezember 1687 für Balthasar Friedrich mit dem Zusatz und Altendorf. Aus dieser Linie erhielt am 4. Dezember 1733 Heinrich Friedrich den Grafentitel.

## Wappen

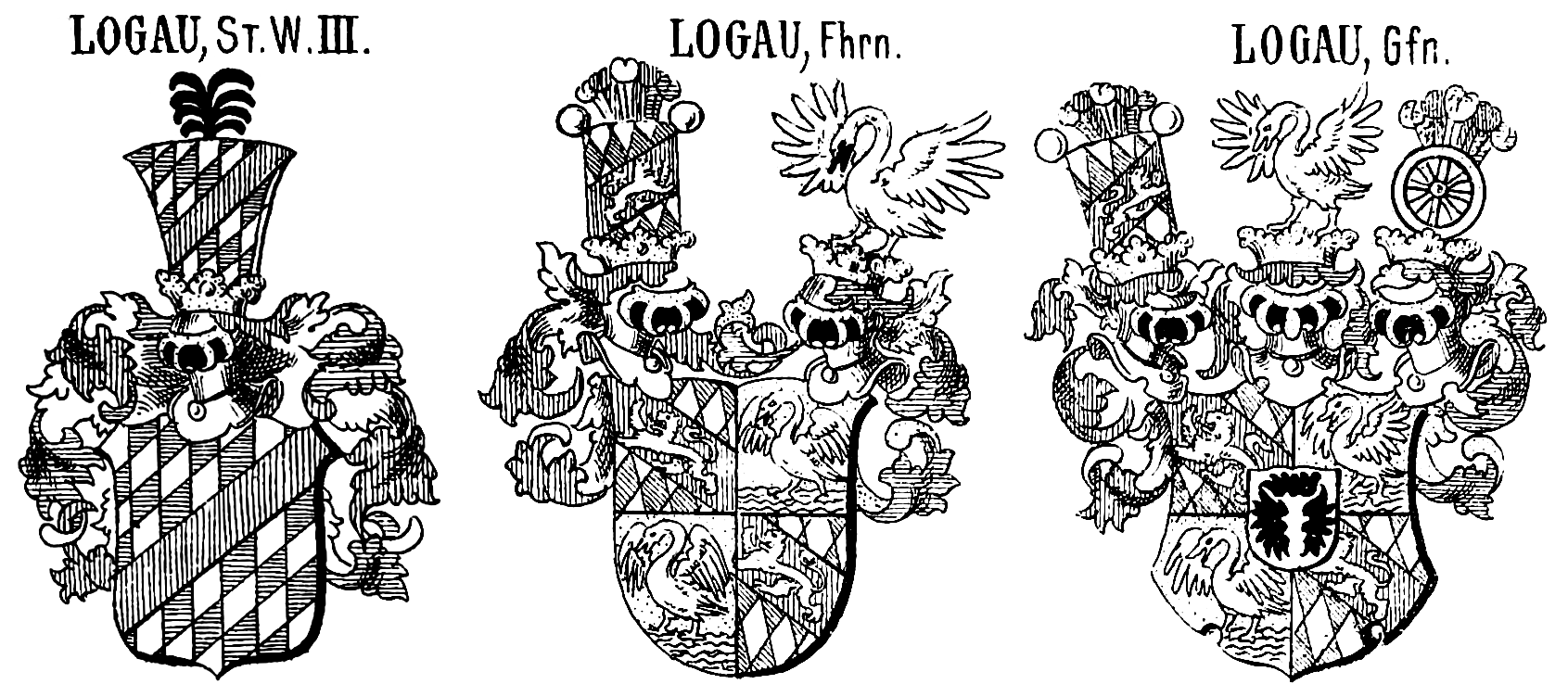
Stamm-, Freiherren- und Grafenwappen der Logau bei Siebmacher

Konrad Blažek konnte drei Stammwappen der Familie nachweisen:
- (Logau 1) Von Blau und Silber schrägrechts gerautet und überlegt mit einem roten Schrägrechtsbalken. Kleinod: Schirmbrett wie der Schild, an jeder Ecke eine Kugel (rechts rot, links silbern), dazwischen ein Busch von 8 Hahnenfedern. Decken: rot-silbern.
- (Logau 2) Schrägrechts gerautet und überlegt mit einem Schrägrechtsbalken. Kleinod: Schirmbrett wie der Schild, an jeder Ecke eine ovale Scheibe, dazwischen ein Busch von 6 Hahnenfedern.
- (Logau 3) Von Blau und Silber schräglinks gerautet und überlegt mit einem roten Schräglinksbalken. Kleinod: Schirmbrett mit einem Büschel Hahnenfedern. Decken: blau-rot-silbern.

Die älteste gedruckte Wappendarstellung findet sich im Scharffenberg’schen Wappenbuch, S. 171, (heute Österreichische Nationalbibliothek, Signatur 49.P.24) von etwa 1578.

## Namensträger
- Johann von Logau (1390–1444), war Komtur des Johanniterordens in Striegau und in Löwenberg (angeblich ein Sohn des Benedikt von Logau und der Gertrud von Mühlheim[6])
- Hedwig von Logau († 9. Februar 1536), war 1526–1536 als Hedwig III. Äbtissin des Klosters Trebnitz
- Georg von Logau (* um 1495;  † 11. April 1553), war ein Humanist sowie Breslauer Domherr, Propst zu Heilig Kreuz in Breslau und kaiserlicher Hofpfalzgraf
- Mathäus von Logau der Ältere († 4. Dezember 1567, in Jauer beerdigt), war 1517 Notar, Sekretär und seit 1523 bis etwa 1526 Kanzler des Breslauer Bischofs und 1542–1557 Landeshauptmann des Fürstentums Schweidnitz-Jauer, verheiratet mit Susanna von Ogigel und anschließend mit Hedwig von Promnitz.
- Kaspar von Logau (* 3. August 1524; † 4. Juni 1574), war Bischof von Wiener Neustadt und Fürstbischof von Breslau
- Matthias von Logau der Jüngere (* um 1537; † 3. März 1595), war Obersteuereinnehmer des Fürstentums Schweidnitz-Jauer, Präsident der Schlesischen Kammer in Breslau und vom 26. September 1565 bis zu seinem Tod Landeshauptmann des Fürstentums Schweidnitz-Jauer
- Gotthard von Logau († 1589), war Besitzer der Standesherrschaft Skotschau-Schwarzwasser, sowie von Bestwina und Altendorf in Kleinpolen
- Heinrich Freiherr von Logau und Olbersdorf († 11. Oktober 1625), gehörte dem Malteserorden an. 1601–1607 war er Landeshauptmann der Grafschaft Glatz und 1621–1625 Großprior des Malteser-Ritterordens für Böhmen und Österreich.
- Friedrich von Logau (* Januar 1604;  †  Juli 1655), war ein Dichter (Pseudonym: Salomon von Golaw)
- Balthasar Friedrich Freiherr von Logau und Altendorf (* 1645; † 9. Februar 1702), war ein Dichter
- Heinrich Friedrich von Logau und Altendorff (* 16. November 1697; † 15. Januar 1771), seit 1733 Graf, preußischer Kammerherr und erster Landrat des Landkreises Sprottau, verheiratet (27. Dezember 1732) mit Juliana Sophia von Lüttwitz[7][8]

Anmerkung: Michael Magirus und seine Nachfahren (mit dem Prädikat v. Logau 1653 bzw. 1684 nobilitiert) gehören nicht zu dieser Familie.